# Álex Berenguer
Álex Berenguer (Pamplona, 1995. július 4. –) spanyol labdarúgó, az Athletic Bilbao középpályása.

## Pályafutása
Berenguer a spanyolországi Pamplona városában született. Az ifjúsági pályafutását a helyi Osasuna akadémiájánál kezdte.
2014-ben mutatkozott be az Osasuna tartalék, illetve a másodosztályban szereplő felnőtt csapatában is. Először a 2015. január 10-ei, Recreativo Huelva ellen 1–1-es döntetlennel zárult mérkőzés 76. percében, Miguel Olavide cseréjeként lépett pályára. Első gólját 2015. augusztus 30-án, a Mirandés ellen 1–0-ra megnyert találkozón szerezte meg. A 2015–16-os szezonban feljutottak a La Ligába. 2017-ben az olasz első osztályban érdekelt Torinóhoz igazolt. 2017. augusztus 20-án, a Bologna ellen 1–1-es döntetlennel zárult bajnokin debütált.
2020. október 2-án négyéves szerződést kötött az Athletic Bilbao együttesével. Először a 2020. október 4-ei, Alavés ellen 1–0-ra elvesztett mérkőzés 78. percében, Unai Lópezt váltva lépett pályára. Első gólját 2020. október 18-án, a Levante ellen 2–0-ra megnyert találkozón szerezte meg.

## Statisztikák
2022. szeptember 30. szerint
| Klub            | Szezon   | Osztály          | Bajnokság | Bajnokság | Kupa és Ligakupa | Kupa és Ligakupa | Nemzetközi | Nemzetközi | Összesen | Összesen |
| Klub            | Szezon   | Osztály          | Meccs     | Gól       | Meccs            | Gól              | Meccs      | Gól        | Meccs    | Gól      |
| --------------- | -------- | ---------------- | --------- | --------- | ---------------- | ---------------- | ---------- | ---------- | -------- | -------- |
| Osasuna         | 2014–15  | Segunda División | 13        | 0         | 0                | 0                | —          | —          | 13       | 0        |
| Osasuna         | 2015–16  | Segunda División | 39        | 3         | 0                | 0                | —          | —          | 39       | 3        |
| Osasuna         | 2016–17  | La Liga          | 29        | 1         | 2                | 1                | —          | —          | 31       | 2        |
| Osasuna         | Összesen | Összesen         | 81        | 4         | 2                | 1                | 0          | 0          | 83       | 5        |
| Torino          | 2017–18  | Serie A          | 22        | 1         | 3                | 1                | —          | —          | 25       | 2        |
| Torino          | 2018–19  | Serie A          | 31        | 2         | 3                | 0                | —          | —          | 34       | 2        |
| Torino          | 2019–20  | Serie A          | 29        | 6         | 2                | 0                | 5          | 0          | 36       | 6        |
| Torino          | 2020–21  | Serie A          | 2         | 0         | 0                | 0                | —          | —          | 2        | 0        |
| Torino          | Összesen | Összesen         | 84        | 9         | 8                | 1                | 5          | 0          | 97       | 10       |
| Athletic Bilbao | 2020–21  | La Liga          | 35        | 8         | 7                | 1                | —          | —          | 42       | 9        |
| Athletic Bilbao | 2021–22  | La Liga          | 34        | 3         | 7                | 1                | —          | —          | 41       | 4        |
| Athletic Bilbao | 2022–23  | La Liga          | 7         | 3         | 2                | 0                | —          | —          | 9        | 3        |
| Athletic Bilbao | Összesen | Összesen         | 76        | 14        | 16               | 2                | 0          | 0          | 92       | 16       |
| Összesen        | Összesen | Összesen         | 241       | 27        | 26               | 4                | 5          | 0          | 272      | 31       |

## Sikerei, díjai
Osasuna
- Segunda División
  - Feljutó (1): 2015–16

Athletic Bilbao
- Copa del Rey
  - Döntős (2): 2019–20, 2020–21

- Spanyol Szuperkupa
  - Győztes (1): 2020–21
  - Döntős (1): 2021–22

## Fordítás
Ez a szócikk részben vagy egészben  az   Álex Berenguer című angol Wikipédia-szócikk fordításán alapul.  Az eredeti cikk szerkesztőit annak laptörténete sorolja fel. Ez a jelzés csupán a megfogalmazás eredetét és a szerzői jogokat jelzi, nem szolgál a cikkben szereplő információk forrásmegjelöléseként.